# Quinto Anicio Prenestino
Quinto Anicio Prenestino (in lingua latina Quintus Anicius Praenestinus); IV secolo a.C. – III secolo a.C.) è stato un politico romano.

## Biografia
Fu il capostipite della gens Anicia. Il cognomen Praenestinus indica la sua provenienza da Praeneste, l'attuale Palestrina. È possibile che proprio da lì sia giunto a Roma, forse in seguito alla guerra latina. Di certo si sa che fu edile curule nel 304 a.C. insieme al giurista Gneo Flavio, che proprio durante il suo mandato espose nel foro le tavole del calendario dei dies fasti.